# Епископ вршачки Јосиф
Јосиф  (Јосиф Јовановић Шакабента, Ириг, 1743 — Темишвар, 31. децембар 1805) је био епископ Српске православне цркве на престолу горњокарловачких и вршачких владика.

## Живот
Епископ Јосиф рођен је око 1743. године у Иригу од оца Андрије, свештеника, млађег брата патријарха Арсенија IV (Јовановића Шакабенте). Поп Андрија је прота у Иригу 1747. године, а умро 1759. године. Јовановићи - Шакабенте, браћа Арсеније патријарх, Андрија и Пешко са својим члановима породице, добили су мађарско племство 11. септембра 1746. године.
За ђакона је рукоположен 25. децембра 1758. године, на Ускрс 1760. произведен је за протођакона, а 1770. на Велики четвртак за архиђакона. Сва производства извршио је епископ, односно митрополит Јован (Ђорђевић). За презвитера га је рукоположио, а потом произвео у чин протосинђела 1774. године митрополит Викентије (Јовановић Видак).
Исте године, 19. октобра, замонашен је у дворском манастиру Раковцу од епископа темишварског Мојсија (Путника), а у присуству двојице архијереја: вршачког Викентија (Поповића) и горњокарловачког Петра (Петровића). 1. новембра исте године митрополит га је произвео у чин архимандрита.

## Архијереј
За епископа пакрачко-славонског и целога Ђенералитета вараждинског хиротонисао га је у Карловцима митрополит Мојсије (Путник) 31. јула 1781. године. Један од првих и најважнијих послова, који је нови пакрачки епископ имао да изведе, било је сузбијање уније, јер је она баш у то време почела нову и врло живу акцију у Вараждинском генералату.
Приликом своје посете парохијама у Вараждинском генералитету 1782. године епископ Јосиф је све преварене Србе примио натраг у православље и „предузео је енергичне кораке да се свима унијатима, који се кају, дозволи повратак у православље. Сада је наступило велико гоњење свих који су изјавили да се враћају у православље и почетком 1783. године биле су их пуне тамнице, нарочито у Беловару“. За непуне три године епископ Јосиф је у Славонији заорао дубоку бразду. Од свештенства је „тражио да поучавају свој народ у истинама вере и морала“ и посебну пажњу је посветио тајни исповести, те је духовницима дао посебна упутства. С обзиром на већи број капелана у епархији, регулисао је односе између парохијских свештеника и капелана. Плодан рад је прекинут премештајем епископа Јосифа у Епархију бачку, где се задржао две године (1784-1786). Инсталиран је за бачког дијецезана, од стране вицеишпана бачког Јосифа Ковача и епископа Пакрачког Павла Авакумовића, 25. априла 1784. године.
Своје организаторске способности епископ Јосиф показао је и у Вршачкој епархији и много шире. По својој молби премештен је 1786. године за епископа Вршачког. У Вршцу је основао нижу гимназију (граматикалну школу) и поред ње интернат. Обновио је 1793. године манастир Месић, који је био порушен од Турака, а Вршцу је издејствовао статут слободног краљевског града. Као учесник Темишварског сабора 1790. године борио се за успостављање Српске војводине. Добио је 1791. године наслов краљевског конзилијара а 1792. године са осталим православним епископима - члан и "магнат" сабора мађарског.
Умро је у Вршцу 31. децембра 1805. године и сахрањен у Саборној светониколајевској цркви у Вршцу, у лађи, под амвоном.